# La Barceloneta
|  | Per a altres significats, vegeu «Barceloneta». |

La Barceloneta és un barri mariner de Barcelona, construït el 1753 i projectat per l'enginyer Juan Martín Cermeño, per encàrrec del capità general de Barcelona, el marquès de la Mina.

## Geografia

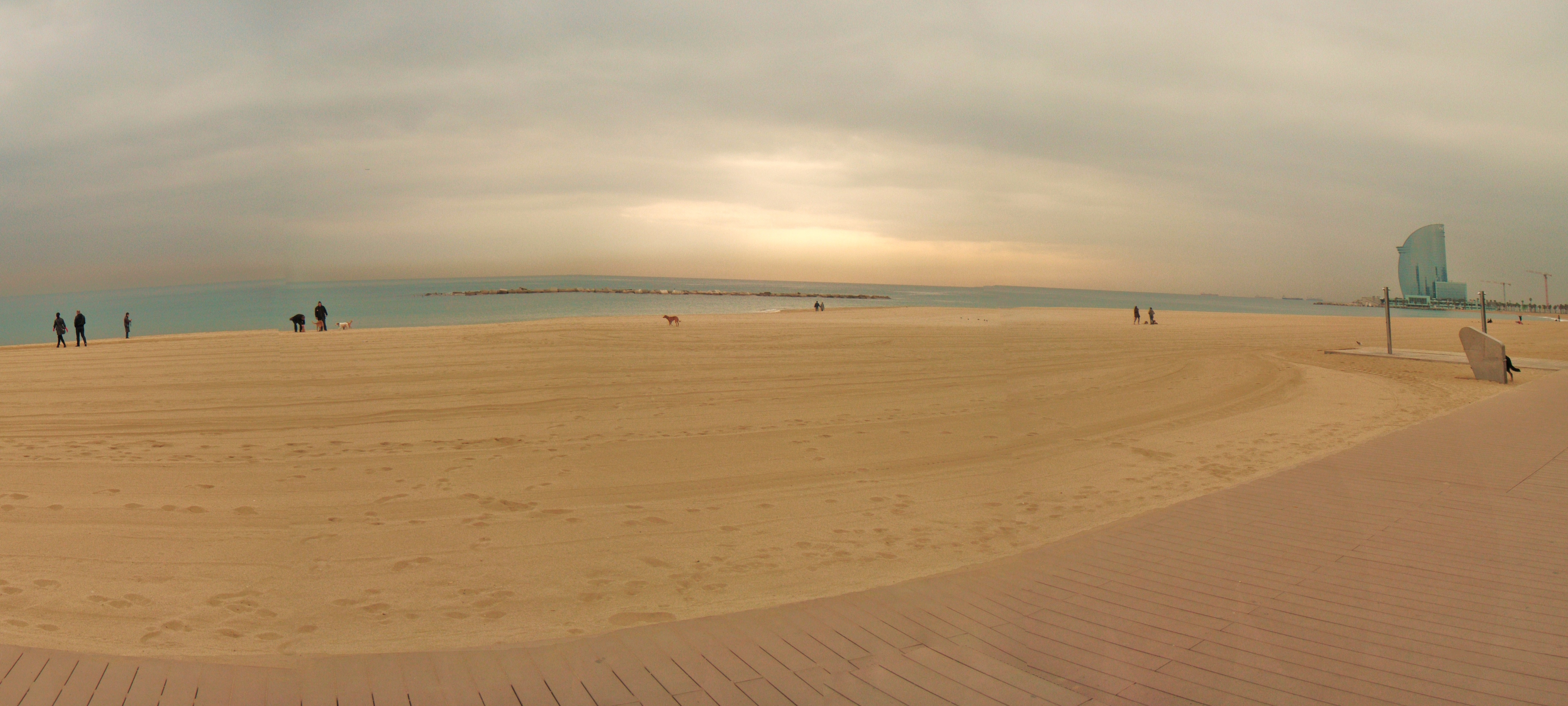
Platja de la Barceloneta

És el barri més nou del districte de Ciutat Vella, es troba a llevant de la Barcelona vella, en un petit apèndix triangular d'unes setanta hectàrees que s'endinsa cap al mar. Limita amb les platges i el mar, amb el Moll d'Espanya del Port Vell, amb la Ribera (Sant Pere, Santa Caterina i la Ribera), i el Port Olímpic.
L'estructura urbanística del barri és un bon exemple del tipus d'urbanisme del període de la Il·lustració, amb carrers de traçat rectilini i illes de cases regulars. La tipologia d'habitatge en origen fou d'unifamiliars de planta i pis amb accés a dos carrers per tal que tinguessin una ventilació òptima. Malauradament, amb els anys i a causa de l'especulació urbanística els habitatges d'aquesta estructura han anat desapareixent i en canvi hi trobem edificis d'alçades molt superiors a les que foren establertes en origen i, a més, els habitatges originals han estat dividits en meitats i quarts de pis.
El 2005 la Barceloneta tenia 15.428 habitants. Els centres d'ensenyament públic del barri són el CEIP Mediterrània, el CEIP Alexandre Galí, l'IES Joan Salvat i Papasseit i l'IESM Narcís Monturiol. Al centre del barri hi ha l'església de Sant Miquel del Port (1755) a la plaça de la Barceloneta, d'estil barroc i inspirada en les esglésies jesuítiques de Roma.
A la Barceloneta es troben dues de les platges més visitades de la ciutat, la platja de la Barceloneta i la platja de Sant Sebastià.

## Descripció
El barri de la Barceloneta és de traçat uniforme, amb una plaça central on hi ha situada l'església de Sant Miquel del Port i des de la qual s'organitzen la disposició dels carrers.
Els carrers es van traçar de forma rectilínia i uniforme, amb un total de 15 carrers alineats paral·lelament i 9 de tranversals, formant illes rectangulars i estretes per tal que hi hagués una major ventilació del barri i, per tant, millors condicions higièniques. Segons Cortada (1998, p. 60), el traçat del barri té un clar referent a l'urbanisme de les noves poblacions d'Amèrica del segle xvi. A més, aquest traçat també responia a una necessitat militar, per facilitar la comunicació i les maniobres.
Les cases unifamiliars es van dissenyar perquè totes fossin de baixa alçada i amb façanes més aviat sòbries. Això, no tan sols responia a la modèstia dels seus habitants, sinó que també responia a qüestions militars, perquè els edificis no podien impedir la visibilitat i el tir de l'artilleria des de les muralles de Barcelona. Amb el pas dels anys, especialment durant el segle xix i principis del segle xx, aquestes cases van anar guanyant alçada pel creixement demogràfic del barri.

## Història

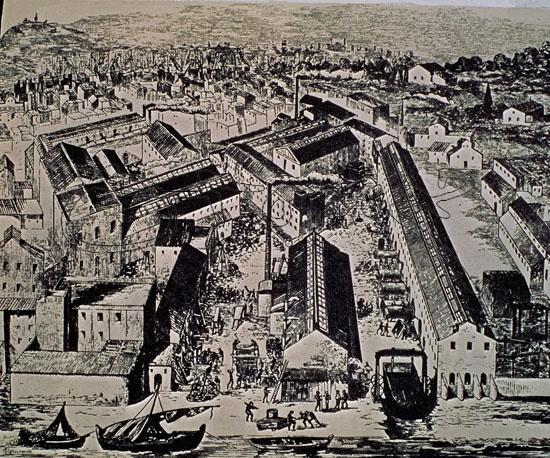
Gravat del dels tallers de la Maquinista Terrestre i Marítima a la Barceloneta

Els terrenys on s'assenta actualment el barri estaven negats d'aigua fins a mitjan segle xviii. La història de la Barceloneta està lligada al creixement i desenvolupament del port. El sòl que avui ocupa el barri s'ha anat creant lentament a partir de la construcció d'un primer dic a mitjan segle xiv i del primer port creat el 1687, que juntament amb l'illa de Maians (on més tard hi hauria la Duana i on actualment hi ha el Rellotge), van servir per a anar retenint i que s'anés afermant la sorra aportada pels corrents marins que ressegueixen la costa de nord a sud.
Els canvis polítics i econòmics que experimentà Catalunya en el Regne d'Espanya a la segona meitat del segle xviii expliquen la creació d'aquest barri en el sorral. La Guerra de Successió i la derrota de Catalunya tingueren com a conseqüència l'abolició legal d'institucions pròpies (polítiques, jurídiques, administratives, etc.) i la imposició d'una nova estructura política. A Barcelona s'aixecà la fortalesa de la Ciutadella, que comportà l'enderrocament previ d'una part del barri de la Ribera.
El 1715 un decret reial adjudicava 321 solars de la platja als habitants de les cases que havien estat enderrocades per a construir el fort de la Ciutadella, edificat després que Barcelona hagués estat conquerida per Felip V el 1714. En aquests terrenys s'hi podien construir habitatges segons el projecte del brigadier d'enginyers Joris Prosper van Verboom de 1719. El reglament de la concessió donava preferència a persones amb alguna activitat relacionada amb el mar. Les ordenances prescrites en aquell decret no van ser acatades de manera estricta i la configuració final va ser la del projecte de l'enginyer Juan Martín de Cermeño de 1749.

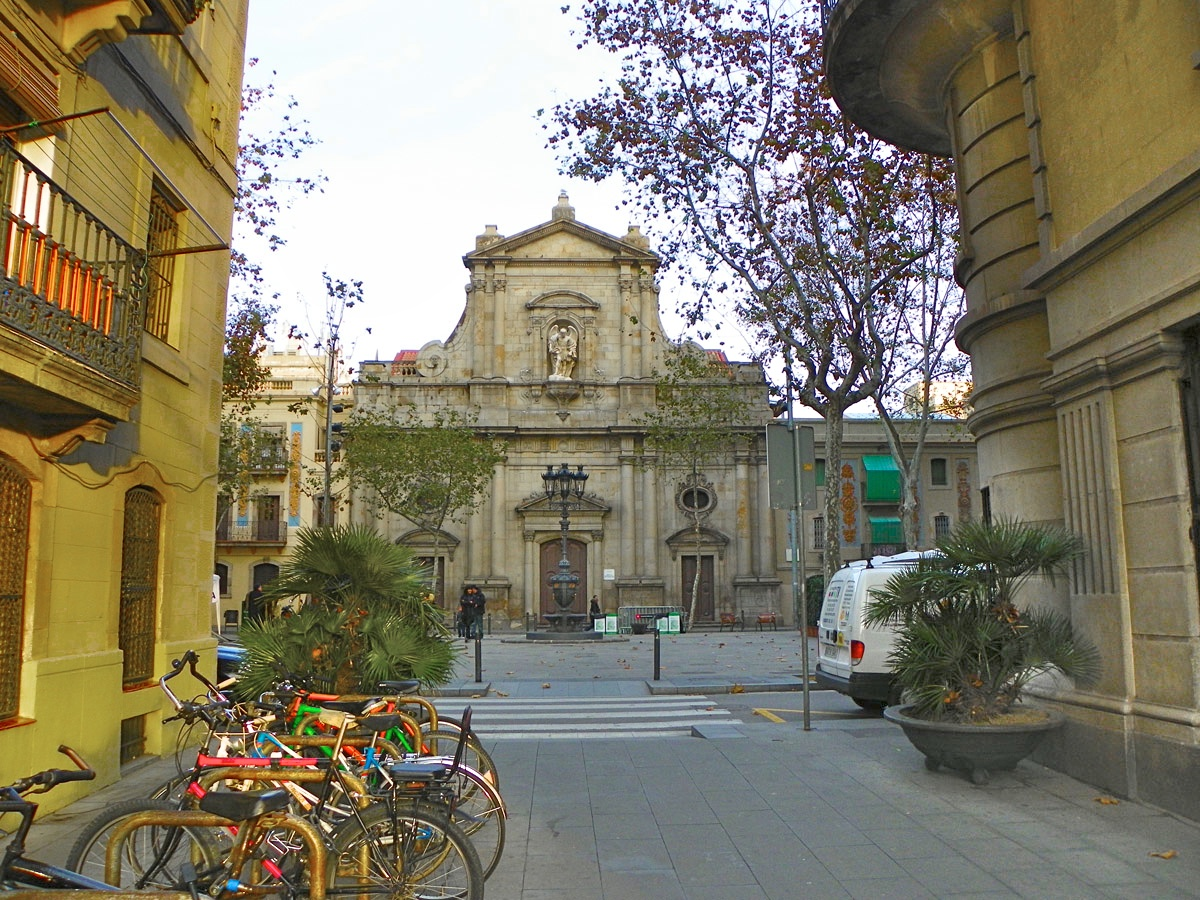
Plaça de la Barceloneta, amb l'església de Sant Miquel del Port

Quan es va crear aquest barri la ciutat es trobava en un moment de reactivació econòmica gràcies al desenvolupament de les manufactures cotoneres i el redreçament del comerç amb Amèrica, la qual cosa permeté que la població de la ciutat es dupliqués en 40 anys (1718-1758). Per aquesta raó es va voler endegar el port i els seus entorns, que s'havien anat omplint de barraques i magatzems desordenadament. Es va crear, doncs, una Junta d'Obres del Port i es decidí primer d'ampliar el port i tres anys més tard, el 1753, es va construir la Barceloneta per a resoldre els problemes d'habitatge de la ciutat. El rescabalament dels antics veïns de la Ribera mai no es va portar a terme.
Durant el segle xix la Barceloneta, com altres barris de Barcelona, tingué un desenvolupament industrial notable. S'hi instal·laren indústries metal·lúrgiques i mecàniques importants: la Maquinista Terrestre i Marítima (1856), els Tallers Nou Vulcà (1836), els Gasòmetres (1840), els Tallers Alexander (1849) i els Tallers Escuder (1872). Les fàbriques i tallers es feren al nord del barri, cosa que n'impedia en part l'expansió fins al Poblenou. Actualment aquest sector està ocupat per habitatges i instal·lacions construïdes per als Jocs Olímpics de 1992.
El pla de barris va projectar la rehabilitació de 57 finques i de places i carrers de la Barceloneta. Un dels edificis rehabilitats fou l'antiga Casa del Porró, de 1761. Aquest pla preveia que les actuacions dutes a terme estiguessin acabades a mitjan 2012.
A l'estiu de l'any 2014 s'aixecà la polèmica amb la denuncia que fan els natius del barri sobre la especulació immobiliària lligada al turisme salvatge i massiu. Denuncien que des de fa molts anys per part dels diferents consistoris que hi ha hagut, s'ha intentat gentrificar la Barceloneta desplaçant així la població obrera que hi habita; aquest fet es fa evident a partir de l'any 1992.